# Franz Hammerla
Franz Hammerla (* 4. Oktober 1902 in Serles; † 14. Mai 1974 in Krefeld) war ein deutscher Klarinettist.

## Leben
Hammerla studierte 1922/23 am „Konservatorium der Musik zu Leipzig“, seine Lehrer waren Edmund Heyneck und Walther Davisson.
Er begann seine Karriere als Solist und Kammermusiker. Ab 1927 war er Solo-Klarinettist beim Rundfunk-Sinfonieorchester Leipzig, wo er, unterbrochen von einem Engagement an der Oper Meran, bis 1941 spielte. Danach war er bis 1944 erster Klarinettist im großen Orchester des Reichssenders München. Schließlich war er Solo-Klarinettist im Reichs-Bruckner-Orchester (Linz), dem er bis zur Auflösung im Frühjahr 1945 angehörte.
1946 gründete Franz Hammerla in Bad Pyrmont zusammen mit 21 weiteren Musikern die Nordwestdeutsche Philharmonie, die heute ihren Sitz in Herford hat. Er spielte dort drei Jahre lang, daneben auch im Orchester des Theaters in Detmold. Seit 1949 war er 1. Klarinettist im Orchester des Theaters in Krefeld/Mönchengladbach. 1951 war er bei der Wiedereröffnung der Richard-Wagner-Festspiele in Bayreuth Mitglied im Festspielorchester und an Aufführungen beteiligt. Hammerla hat als Solist und Orchestermusiker an ungezählten Rundfunkaufnahmen sowie an Plattenaufnahmen mitgewirkt, von denen die meisten heute verschollen sind. Er spielte u. a. unter dem Dirigat von Georg Ludwig Jochum, Herbert von Karajan, Wilhelm Furtwängler, Karl Böhm und Hans Knappertsbusch.

## Diskographie (Auswahl)
- Spohr, Louis: Konzert für Streichquartett/Konzert für Klarinette; 25. Jan. 1945 in Linz; Reichs-Bruckner-Orchester; Dir.: G. L. Jochum; Solist Franz Hammerla; Urania URLP 7021
- Wagner, Richard: Die Meistersinger von Nürnberg; July/Aug. 1951 live in Bayreuth; Orchester der Bayreuther Festspiele; Dir.: H. v. Karajan; CD: EMI, CHS 7 63500 2 (4 CDs)
- Wagner, Richard: Siegfried; 13. August 1951 live in Bayreuth; Orchester der Bayreuther Festspiele; Dir.: H. v. Karajan; CD: Cantus Classics, CACD 5.00349/50 (4 CDs)